# Strekdam

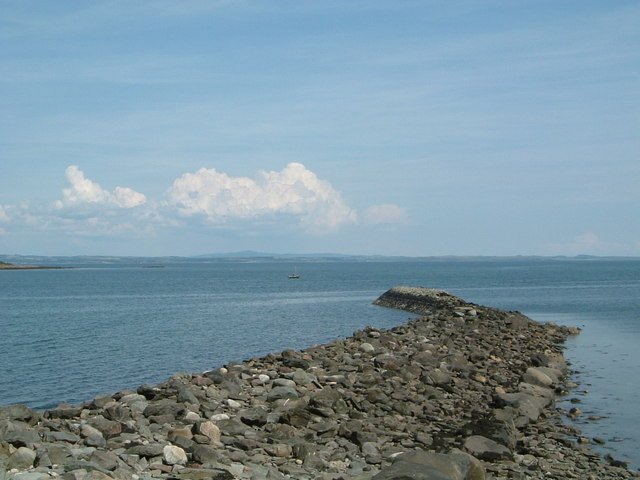
Strekdam in het Verenigd Koninkrijk

Een strekdam, langsdam of rijsdam is een dam die evenwijdig aan een oever of evenwijdig aan de stroomrichting of vaargeul ligt, waarbij minstens één eind in het water ligt. Een dam of dijk die een water afdamt of indamt is dus geen strekdam. Een rijsdam is een dam gemaakt van rijshout.

## Kust
In zeeën en meren worden strekdammen langs de kust veelal gelegd om afslag door golven tegen te gaan. Een gebruikelijke manier was om op kwelders strekdammen van rijshout te maken. Strekdammen worden ook aangelegd nabij havens om de daar voor anker liggende schepen te beschermen.

## Binnenwater

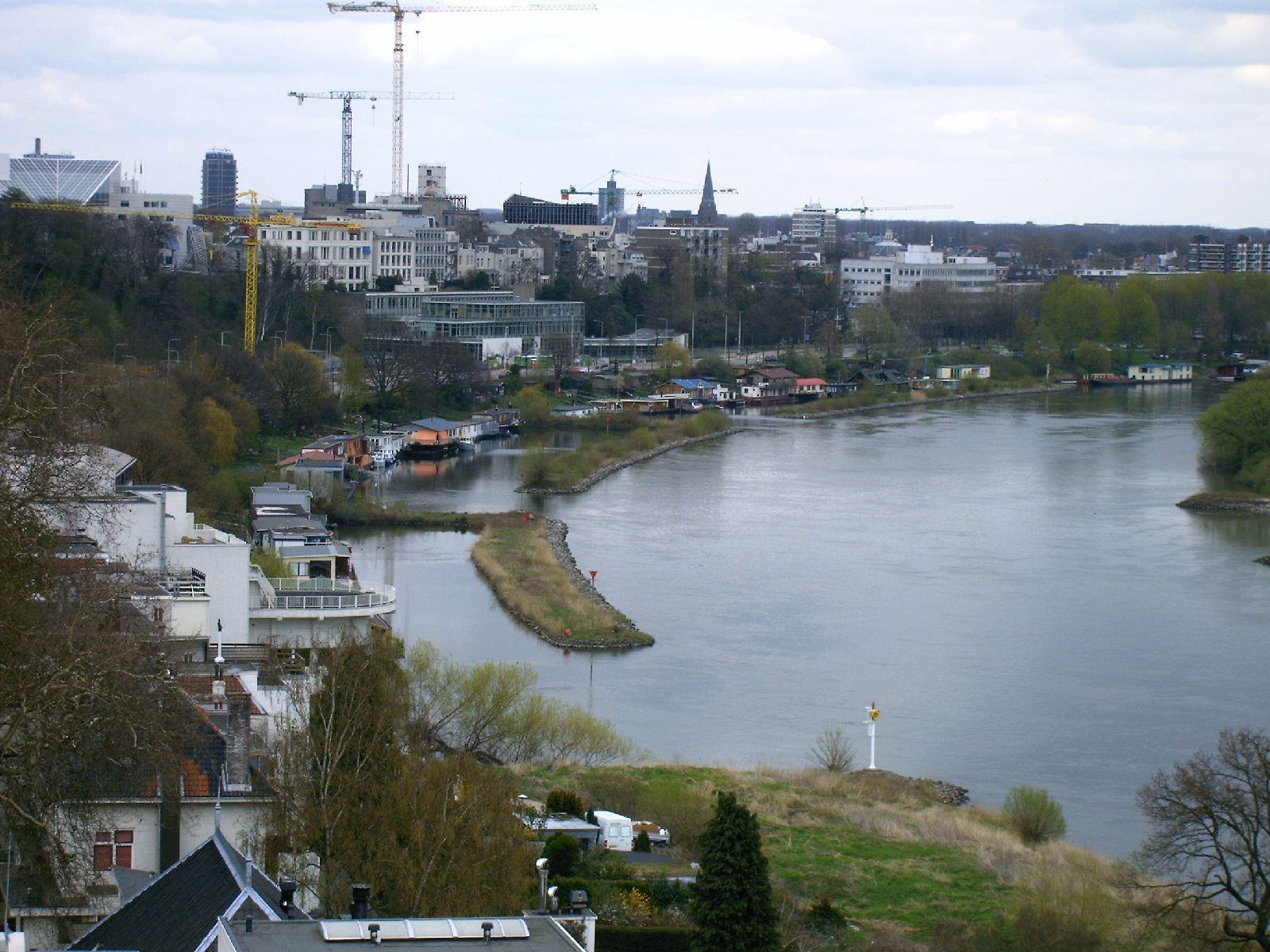
Strekdammen in de Rijn bij Arnhem

In rivieren worden strekdammen gebruikt om de stroom te geleiden. Strekdammen in rivieren worden vaak gecombineerd met kribben, zodat de oever niet alleen tegen golfslag maar ook tegen de stroming beschermd wordt. Ook worden er wel strekdammen gebruikt om in rivieren nevengeulen te creëren en in stand te houden.

## Verwante begrippen
Kribben en strandhoofden worden wel ten onrechte strekdammen genoemd.
Rijkswaterstaat gebruikt wel de term langsdammen voor kunstwerken die sterk op strekdammen lijken, zonder de keuze voor deze term te verduidelijken.
Rijsdammen, in het Nederduits van Sleeswijk-Holstein Lahnungen genaamd,  worden met name in het Duitse gedeelte van de Waddenzee wel gebruikt voor de waterhuishouding. Een goed voorbeeld is de in 1927 voltooide Hindenburgdamm van het vasteland van Sleeswijk-Holstein naar het Waddeneiland Sylt. Dammen en zeedijken in de Duitse Waddenzee werden, en worden nog wel, versterkt door het creëren van een de golven brekende bufferzone van kwelders. Daartoe worden in het wad enkele decimeters diepe greppels gegraven, en daarlangs aan weerszijden dubbele rijen houten palen in de grond geslagen. De tussenruimte wordt opgevuld met vlechtwerken van takken en soortgelijk materiaal, vaak van wilgenhout. Deze worden  in het Duits en ook andere talen Faschine of fascine genoemd. Het geheel wordt dan met touw of kippengaas bijeengebonden. Zo ontstaat een soort modderveld in het wad, waarvan er meestal drie reeksen bestaande uit vele, 10-100 meter brede omheinde terreinen bestaan. De zo afgepaalde velden lopen geleidelijk vol met slik, dat vaak niet meer weg kan. Op deze wijze ontstaan kwelders, die een voorterrein voor de zeedijk of dam vormen en deze waterkering zo tegen stormvloeden en hoge golfslag beschermen.

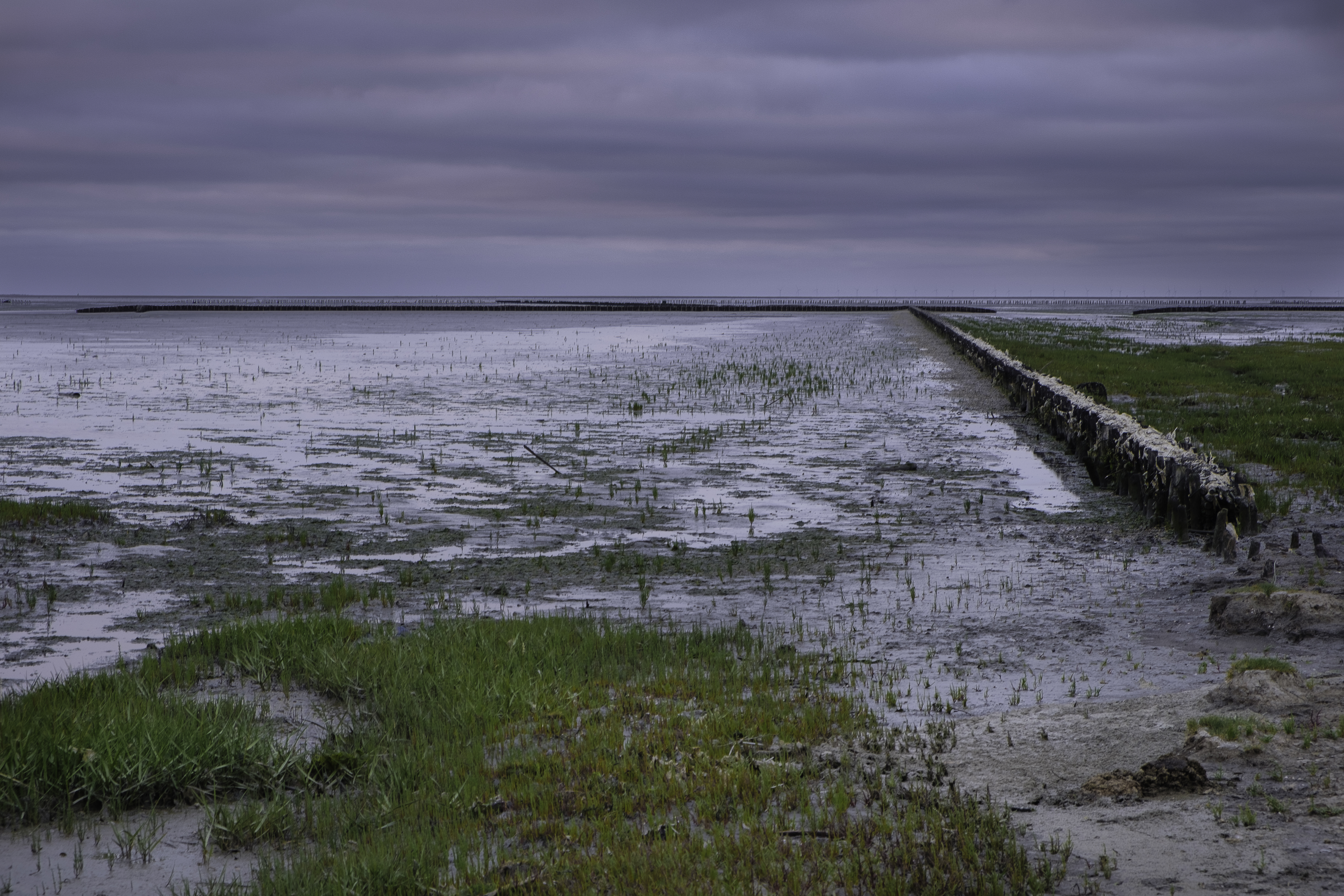
Rijsdam op de kwelder ten noorden van de Negenboerenpolder in de Nederlandse provincie Groningen
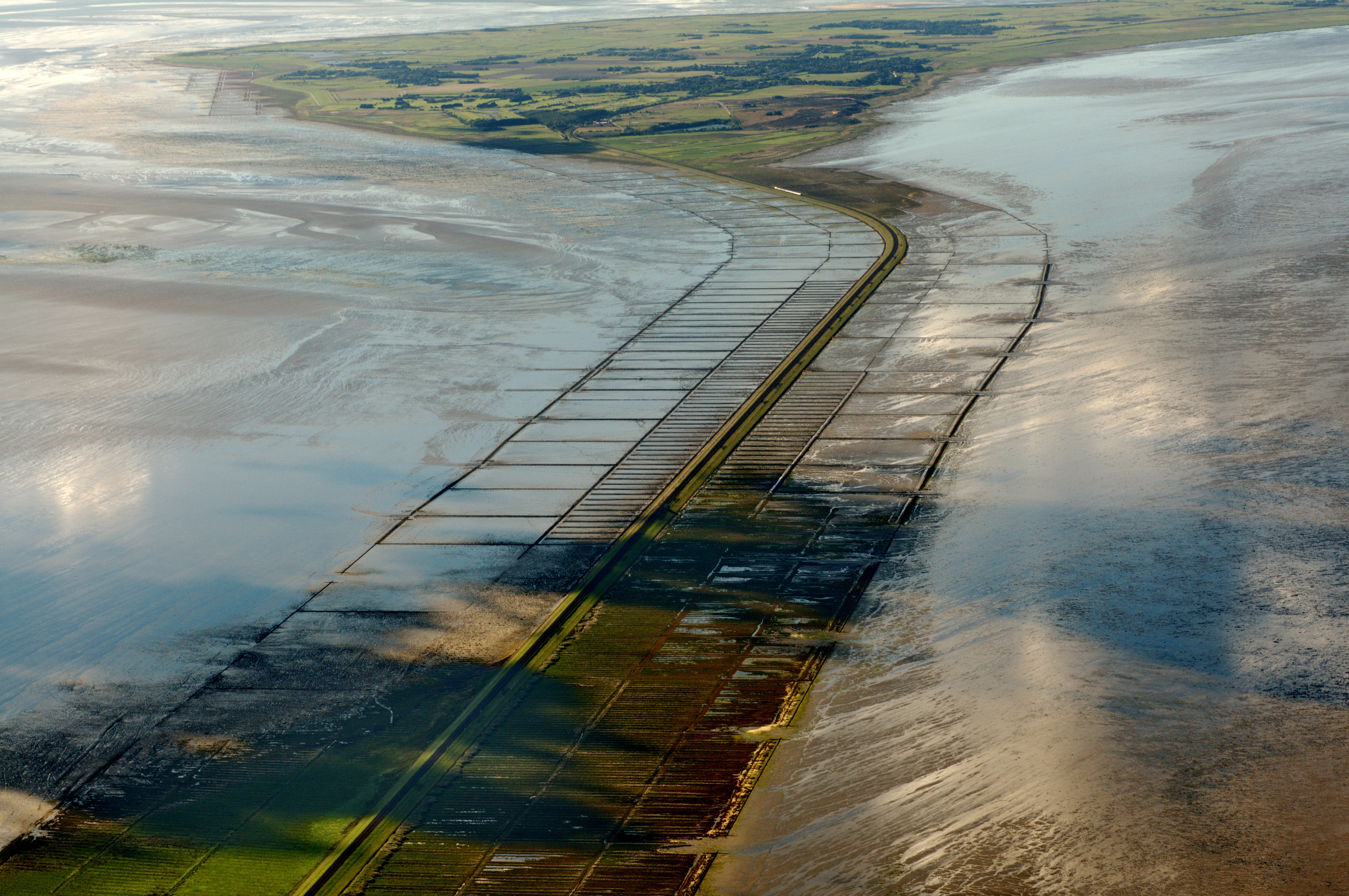
De Hindenburgdamm, blik in westelijke richting naar Sylt (2013)
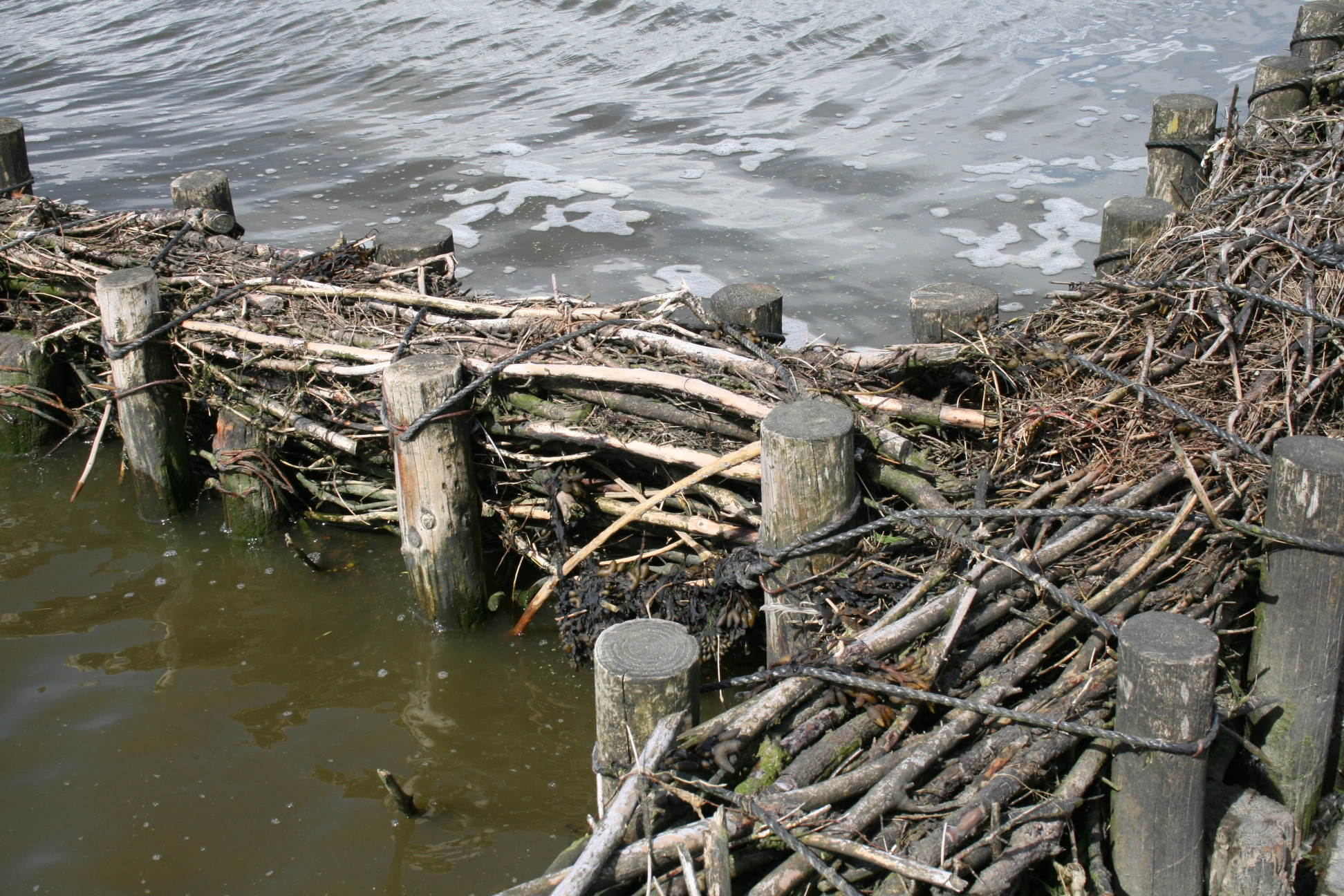
Rijsdam, zgn. Lahnung, in de Duitse Waddenzee